# Наїм Талу
Наїм Талу (тур. Naim Talu; 22 липня 1919, Стамбул — 15 травня 1998) — турецький економіст, банкір, політик. Голова Центрального банку Туреччини (1967—1971), міністр торгівлі (1971—1973). Прем'єр-міністр Туреччини (1973—1974).